# Kleine trom

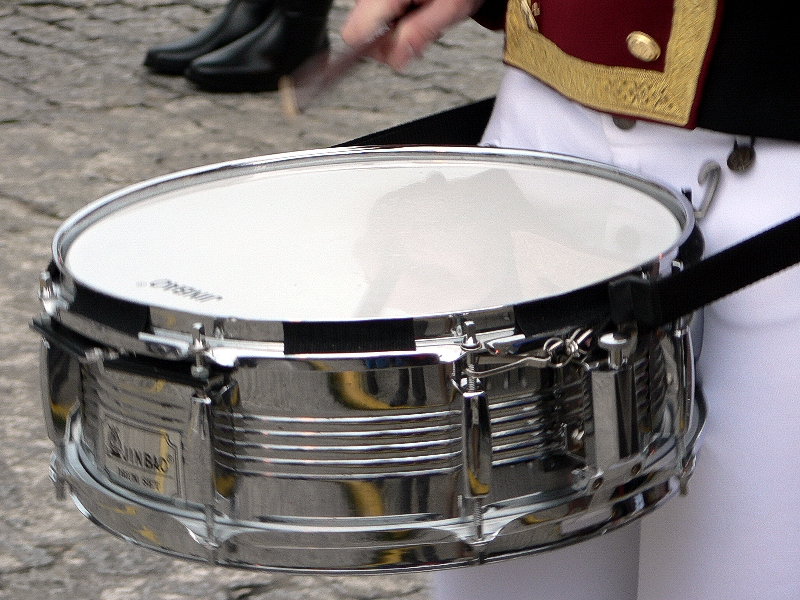
Kleine trom of snaartrom

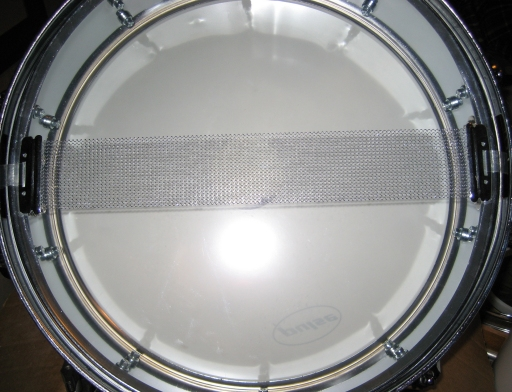
De snaren van de snaartrom aan de onderzijde

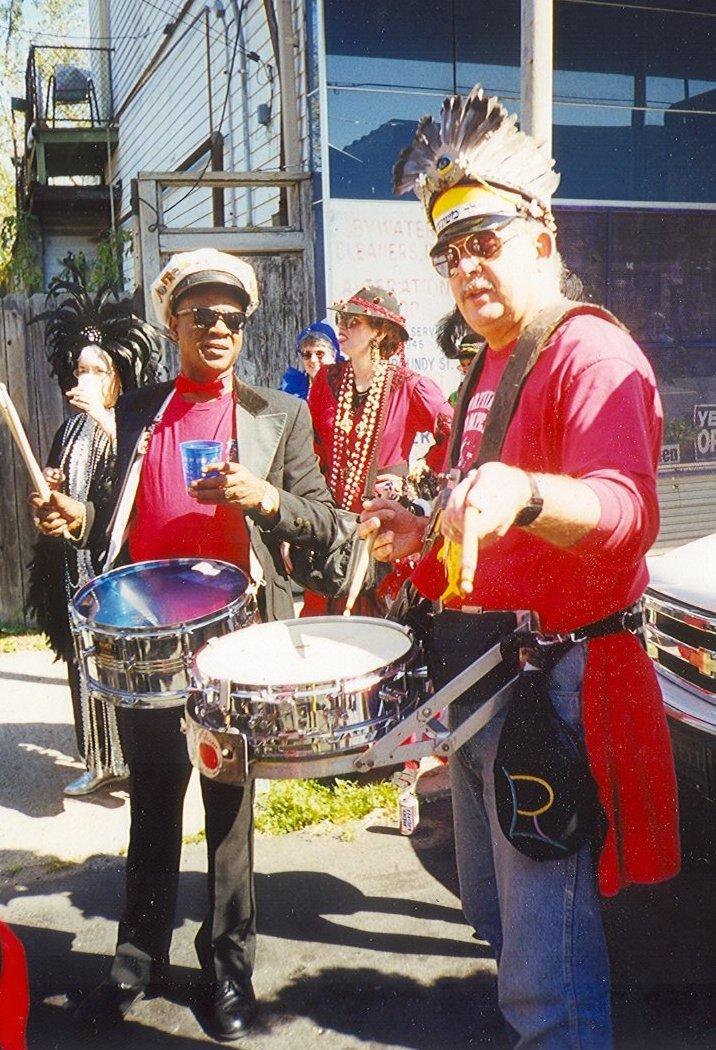
Kleine trom in gebruik

Een kleine trom (ook wel, uit het Engels: snaredrum) is een muziekinstrument dat bestaat uit een klankkast, een slagvel (bovenvel) en een resonantievel (ondervel). Op het resonantievel kan een snaarmat (van ijzer of van nylon) (snaren) worden gedrukt waardoor de kleine trom een scherp geluid produceert. Via het snaarmechaniek kan de snaarmat ook van het resonantievel worden gehaald, dan produceert de trom een dof geluid. De trom wordt doorgaans bespeeld met trommelstokken, maar soms ook met bijvoorbeeld brushes (uitschuifbare kwasten met meerdere dunne metalen uiteindes).
De grote variant van de kleine trom is de paradetrom. Deze wordt vooral gebruikt door drumbands, fanfares en malletbands. Doordat deze variant een diepere ketel heeft, is de paradetrom iets beter geschikt voor in de open lucht. De trom produceert namelijk meer volume. Maar ook de kleine trom is populair bij drumbands, fanfares en malletbands. De kleine trom klinkt namelijk scherper, feller en 'eigenwijzer' dan de paradetrom.
De kleine trom wordt gestemd via spanringen, spanklauwen en spanbouten. De spanklauwen zijn op de ketel van de trom bevestigd. Op de ketel wordt het vel gelegd en daaroverheen de spanring. Via de spanbouten die in de spanklauwen worden gedraaid, wordt de spanring op het vel gedrukt. Daardoor wordt het vel gespannen. Hoe strakker het vel wordt gespannen, hoe hoger de toon van de trom wordt.
Doorgaans wordt de ketel van de trom gemaakt van hout of metaal. Er zijn snaartrommen van bijna alle soorten hout, koper, messing, aluminium en zelfs enkele bijzondere modellen van carbonfiber.
De maten van trommels worden meestal gegeven in inches. De meeste snaartrommen hebben een diameter van 13 of 14 inch, en een hoogte van 3 tot 6 inch. Trommels met kleine maten (bijvoorbeeld 10"×3") worden piccolo snares genoemd.
In popmuziek wordt de kleine trom, samen met de hihat en de bassdrum, gebruikt voor het aangeven van het ritme. Het basisritme (in een vierkwartsmaat) bestaat uit een basdrumslag op tel 1 en 3 en een snaredrumslag op tel 2 en 4; de hihat wordt gedurende de hele maat bespeeld met in totaal 8 slagen (via achtste noten).